# El Cuervero
El Cuervero es un poblado ubicado en el estado mexicano de Aguascalientes, específicamente en el municipio de Calvillo. Se encuentra a 46 km de la capital del estado y a 3 km de la cabecera municipal (Calvillo), localizado entre las comunidades de Los Arcos, El Potrero de los López, La Panadera y Malpaso.

## Historia

### Origen y Fundación

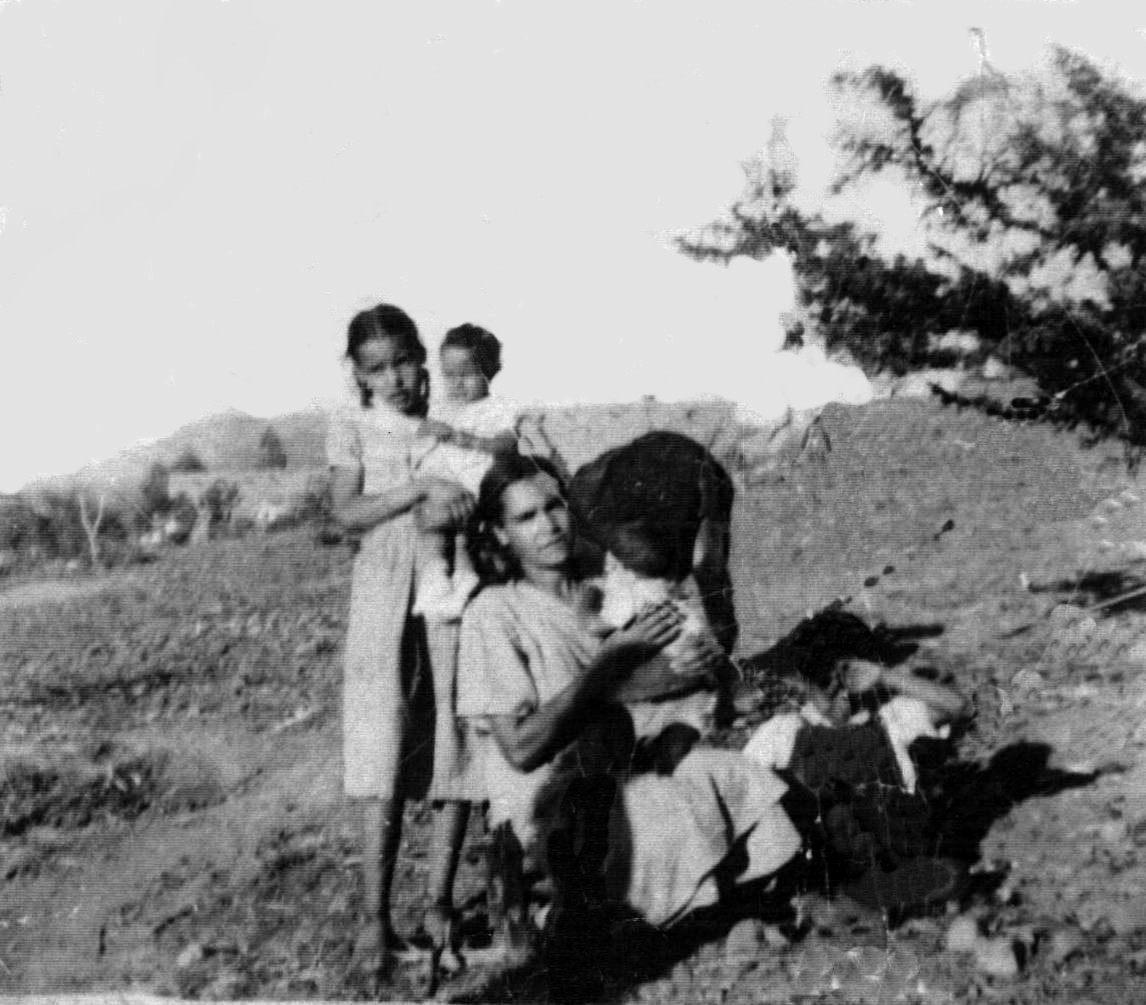
Belina López, María, Rosario, Guadalupe y José Méndez. Familia Méndez López

En lo que hoy forma la extensión del municipio, hubo varias haciendas que perduraron hasta principios del siglo XX, pero en lo que forma parte del territorio del Cuervero, nunca hubo una, este hecho testifica que su territorio pudo haber pertenecido a la Hacienda de Casa Grande entre los Arcos y Ojocaliente, la más cercana a la comunidad o posiblemente a la de San Nicolás.
Lo cierto es que estas tierras, según varios testimonios, eran de cultivo. En esos tiempos, se acostumbraba que los trabajadores a menudo se quedaran a vivir temporalmente en el lugar donde trabajaban, esto pudo haber dado paso a que se originara una población en estas tierras.
La comunidad está rodeada por poblados vecinos: La Panadera, Los Arcos, El Potrero de los López, Ojocaliente, Tepezalilla, Malpaso y El Ranchito.
Preguntando a diferentes personas, se cree que todas estas son de la misma época que El Cuervero, o incluso algunas son más antiguas como Ojocaliente y Malpaso.
Con todas estas comunidades compartimos relaciones de amistad, trabajo y parentesco.
Estos datos, junto con la existencia de un acta de matrimonio encontrada, nos llevan a la conclusión que El Cuervero fue fundado en el siglo XIX, alrededor de 1825. Las primeras familias que se asentaron fueron los Romo, Loera, Velasco, Díaz, de Loera, Aranda, Esparza, Gutiérrez, López, Saucedo, Méndez, García y Martínez.
En el acta antes mencionada, el nombre que se le daba al rancho era
San Onofre del Cuervito y estaba ubicado en lo que actualmente son los barrios de Río del Carmen, San Onofre y Valle de Santiago.
Los primeros habitantes, como ya se había mencionado, eran agricultores, cultivaban principalmente trigo, papas, cacahuate y maíz. Ya en el siglo XX, lo que se cultivaba además de lo mencionado antes, era frijol, camote, chile, jitomate y calabaza.
A raíz de la siembra de cacahuate, en este lugar había muchos cuervos que llegaban a comerse esta semilla, con el tiempo, de llamase San Onofre del Cuervito, solo se le quedó el nombre de El Cuervero, pero dado que los caseríos estaban asentados en los barrios antes mencionados, junto al río, se formaron dos ranchos: El Cuervero de Abajo (Valle de Santiago) y El Cuervero de Arriba (Río del Carmen y San Onofre).

### Templo y Llegada de la imagen de Nuestra Señora del Carmen

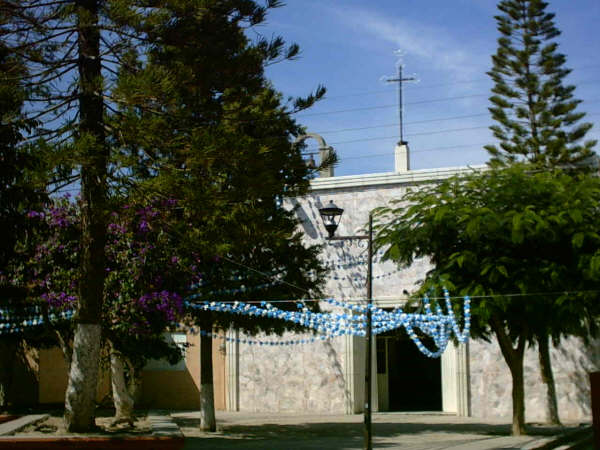
Templo de Ntra. Sra. del Carmen, El Cuervero 2007

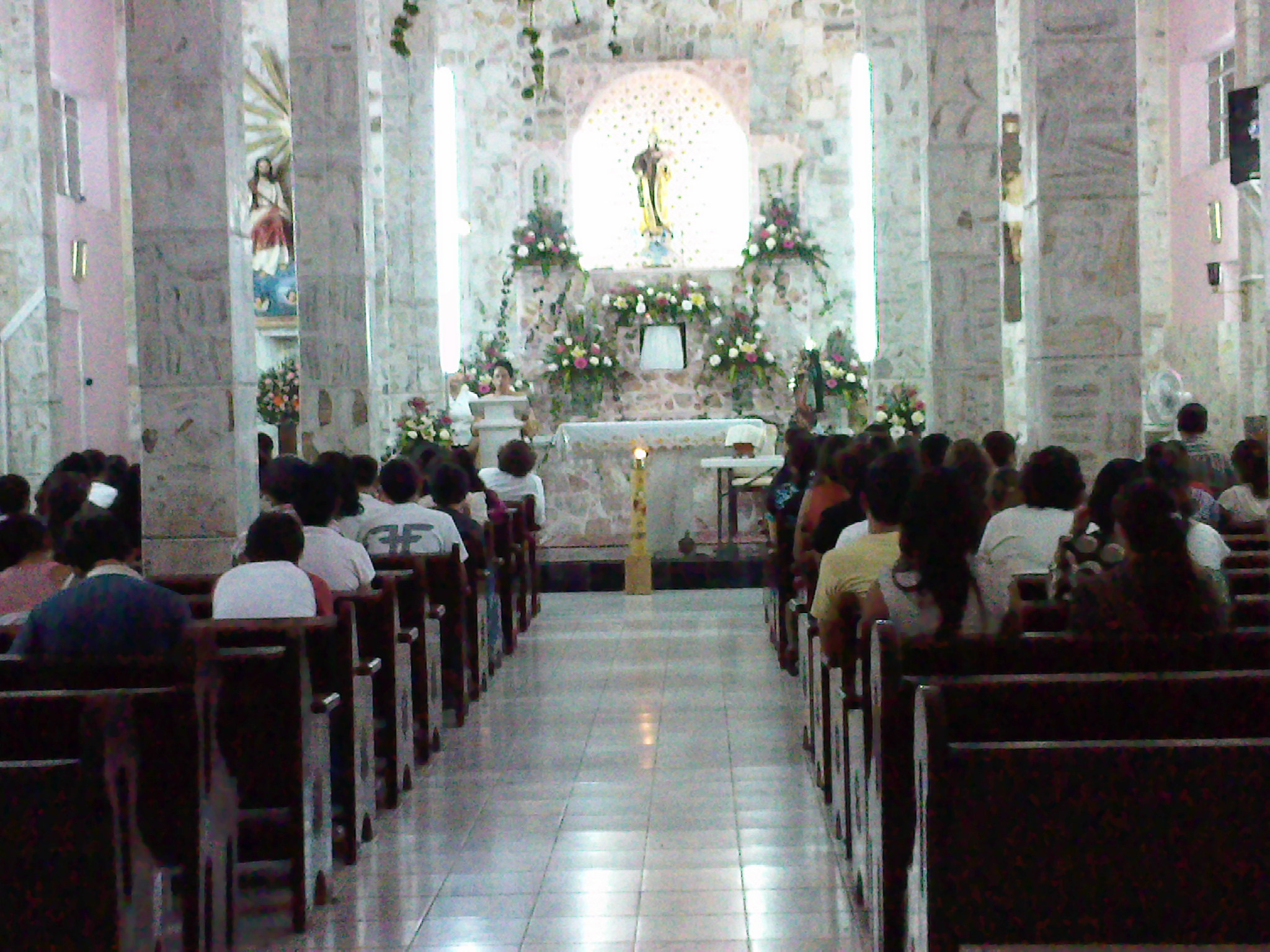
Interior del Templo de Ntra. Sra. del Carmen, El Cuervero 2009

En El Año de 1934, estando en nuestra Comunidad El Sr. Cura Refugio Quevedo (Párroco de Calvillo), Guadalupe Romo (maestra de la comunidad) habló con él para plantearle la idea de construir una capilla, él estuvo de acuerdo y don Dionisio de Loera les dio el terreno que estaba junto a su casa.
Guadalupe Romo organizó una junta en la casa de Nicolás Morales, en la que estuvieron presentes Concha García, Ermila Romo Aro, Jesús Velasco, Teodoro Loera y Florencia Aranda.
Guadalupe empezó a trabajar, junto con toda la gente; hacían comedias y sainetes, se juntaban las amigas y cobraban 50 centavos y cuando iban a la doctrina, mandaban a los niños al río a hacer faenas, traían piedras en cubetas y otros en carretilla, así como arena y agua, trabajaban en las tardes hasta que terminaron. A los 7 meses de esto, vino el Señor Cura Gregorio García y observó que no cabía la gente en la Iglesia, entonces hicieron otra junta y quedaron de acuerdo en que iban a trabajar para agrandar los laterales. Hacían kerméses para obtener dinero y así ponerle algunos detalles. Se terminó en 1943, año en que llegó a nuestra comunidad la imagen de Nuestra Señora del Carmen. En ese tiempo también se construía el Templo de Colomos por lo que el Señor Cura de Calvillo había prometido regalar esta imagen a la comunidad que terminara primero de construirlo, se terminó primero el de Colomos, pero se cayó el techo de la capilla y mientras lo reparaban se terminó el Templo del Cuervero, siendo así que el Señor Cura donó la imagen a nuestra comunidad siendo hasta ahora nuestra patrona.

### Construcción del Santuario

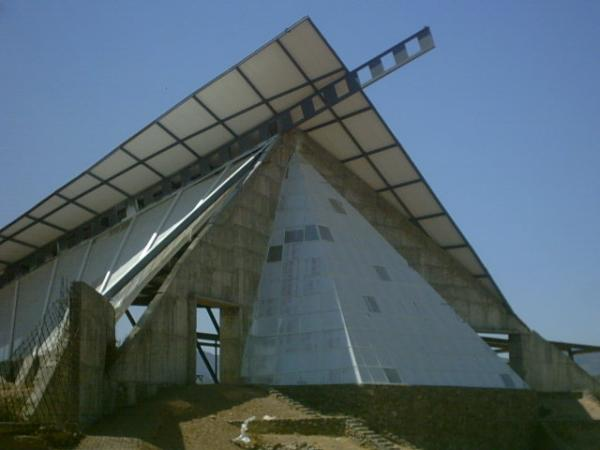
Santuario en Construcción dedicado a Nuestra Señora del Carmen

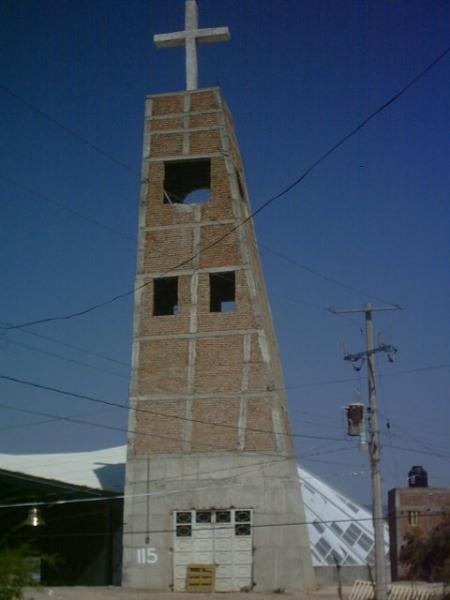
Santuario en Construcción dedicado a Nuestra Señora del Carmen

En el año de 1996 por iniciativa del Sr. Cura Salvador M. Jara Acuña, y por la problemática de que la gente no cabía en el templo. Se intentó agrandar comprando una casa detrás, pero no se quiso vender, por lo que nació la idea de hacer un Santuario.
Para esto, comenzó a trabajar la gente haciendo rifas, colectas y Kerméses; esto fue durante dos años para juntar para el terreno.
El 25 de febrero, miércoles de ceniza de 1998, el Sr. Cura Jara llegó preocupado a casa de Guadalupe Méndez, el cual lo pasó al corral para mostrarle el terreno que está detrás de su casa, cuando el padre lo vio dijo que era “el lugar perfecto para un Santuario”.
Esa misma noche se fueron el Sr. Cura y Guadalupe Méndez a Malpaso a hablar por teléfono con José de Loera (la peluda) para tratar el terreno.
Ya conseguido el lugar, el Padre fue a hablar con el Sr. Obispo Ramón Godínez Flores, el cual le recomendó a los arquitectos López Cuellar y Aguayo los cuales hicieron los proyectos y enseguida comenzaron a trabajar.
El 11 de julio de 1998 el Sr. Obispo puso la primera piedra y así se siguió trabajando haciendo rifas, colectas y Kerméses. En el año 2001 se paró la construcción.
No fue hasta el mes de agosto del 2006 cuando se retomaron los trabajos del Santuario, ya con el Padre Juan José Rodríguez Órnelas.
Desde entonces hasta ahora, se ha estado trabajando poco a poco bajo la dirección del Arquitecto Nájera y el Arquitecto Valdivia.

## Hidrografía
Los recursos hidrológicos con que cuenta la localidad son básicamente el río Malpaso; los arroyos de caudal que existen solo en épocas de lluvias como el Tepalcate y el arroyo del Muerto; las presas existentes: tres conocidas como Presas de Pedro Romo y dos conocidas como Presas de Alejandro; un bordo conocido como tanque de Tolano y corrientes subterráneas de los que se extrae agua para la irrigación a través de la perforación de pozos profundos.

## Clima
El clima predominante en la región es semicálido, con una temperatura media anual entre los 18° y 22 °C; Entre los meses de mayo y agosto se registra la más alta temperatura. La precipitación pluvial es de 660 milímetros. El promedio de Helada (clima) al año es de 30 días. Los vientos dominantes son alisios en dirección suroeste-noroeste durante el verano y parte del otoño.

## Principales Ecosistemas

### Flora
Gracias a su excelente ubicación geográfica tiene una vegetación variada y abundante: chaparral, matorral, pastizal natural inducido, árboles como el mezquite, pirul y huizache principalmente.

### Fauna
Cuenta con variedad de fauna, formada principalmente por zorro, liebre, conejo, tejón, ardilla, culebras, variedad de víboras y distintas clases de aves destacando los tordos, pintas, agradistas, dihormigueras y vaqueros.

### Recursos Naturales
Actualmente en el Cuervero se produce guayaba, durazno y lima, además de maíz de temporal y otros forrajes para el ganado.

### Características y Uso de Suelo
La región está constituida por terrenos de la edad cenozoica, período terciario, compuestos por regosol, feozem, luvisol, litogol y planasol, de los cuales la mayor parte son para uso forestal de consumo doméstico, así como de uso agropecuario. La mayor superficie de la comunidad es de pequeña propiedad.

## Demografía
Los resultados definitivos del Censo de Población y Vivienda realizado por el INEGI en el año 2010, indicaron que la población de la comunidad ascendía a 2,350 habitantes, 129 más que el resultado del Conteo de Población y Vivienda de 2005, año en que la población llegó a 2221 habitantes. En el año 2000, la población era de 2,272 personas. El número de habitantes en los últimos años asciende y desciende debido a la migración principalmente a los Estados Unidos y a que el número de los miembros por familia ha disminuido en los últimos años.
Por su población, la comunidad del Cuervero es la tercera en población en el municipio de Calvillo, en seguida de la cabecera municipal y Ojocaliente.

## División urbano-religiosa
La comunidad fue dividida por el Padre Jesús Hernández para fines de organización y trabajos en beneficio de la misma (principalmente para organizar la Fiesta patronal) en seis áreas o barrios:
- Cerrito de la Cruz
- Margaritas
- Sagrado Corazón de Jesús
- Valle de Santiago
- San Onofre del Cuervito
- Río del Carmen

El barrio más extenso en área y población es el Valle de Santiago, mientras que el de menor población es el Río del Carmen.

## Atractivos culturales y turísticos

### Feria de Nuestra Señora del Carmen
La comunidad festeja a su Patrona el 16 de julio. Se celebra un novenario dentro del Santuario (en construcción), en la antigua capilla y fuera de ellas con procesiones, peregrinaciones de los diferentes barrios del pueblo y de algunas comunidades invitadas. En la zona de feria se establecen la zona de bailes, juegos electromecánicos, y puestos propios de feria. La comunidad organiza su verbena propia con festivales, reinas y el día de la fiesta con los fuegos pirotécnicos para cerrar la festividad. Estas verbenas duran del 7 al 16 de julio.

#### Reinas de la Fiesta Patronal

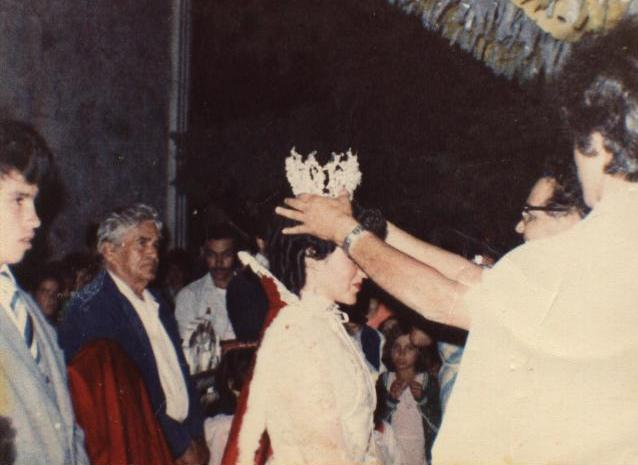
Primera Reina de las Fiestas Patronales del Cuervero (1985)

Esta tradición comenzó en el año de 1985 por iniciativa del Padre Jesús Calderón, el cual invitó a Aurora Saucedo López a conseguir candidatas en un mínimo de tiempo dado que en dos horas salía su autobús a la ciudad de México. Las Primeras Candidatas fueron Carmen Loera Sucedo, Catalina Loera Martínez y Silvia López Velasco, quedando como Primera Reina de la Feria, Carmen Loera Sucedo. La Reina es coronada el 14 de julio en una ceremonia esperada por el pueblo y mucha gente de la región.
Anterior a esta fecha las Candidatas eran organizadas por la Escuela Primaria Cuauhtémoc para obtener fondos para dicha institución, hubo muchas reinas del Cuervero por parte de la primaria, las cuales eran coronadas el 20 de noviembre como parte de los festejos por la Revolución Mexicana.

### Artesanías
El Cuervero junto a la población de La Panadera, son las comunidades que destacan en el estado por la elaboración de hermosas prendas bordadas y deshiladas, tales como blusas, guayaberas, pañuelos para hombre y mujer, vestidos o trajes, ropa para niños, sábanas y servilletas entre otras cosas.

### Cenadurías
La comunidad se ha destacado a lo largo de muchos años por los negocios donde se vende cena, estos establecimientos, familiares, son frecuentados tanto por los pobladores de la misma comunidad como por gente de la región y de fuera del municipio.
Los platillos que se pueden encontrar tienden a lo tradicional como pozole, tamales, tostadas, tacos dorados, tacos de bistec, tacos de adobada, enchiladas, sopes, atole, aguas frescas, así como tortas de diferentes tipos.